# Abrasza Blum

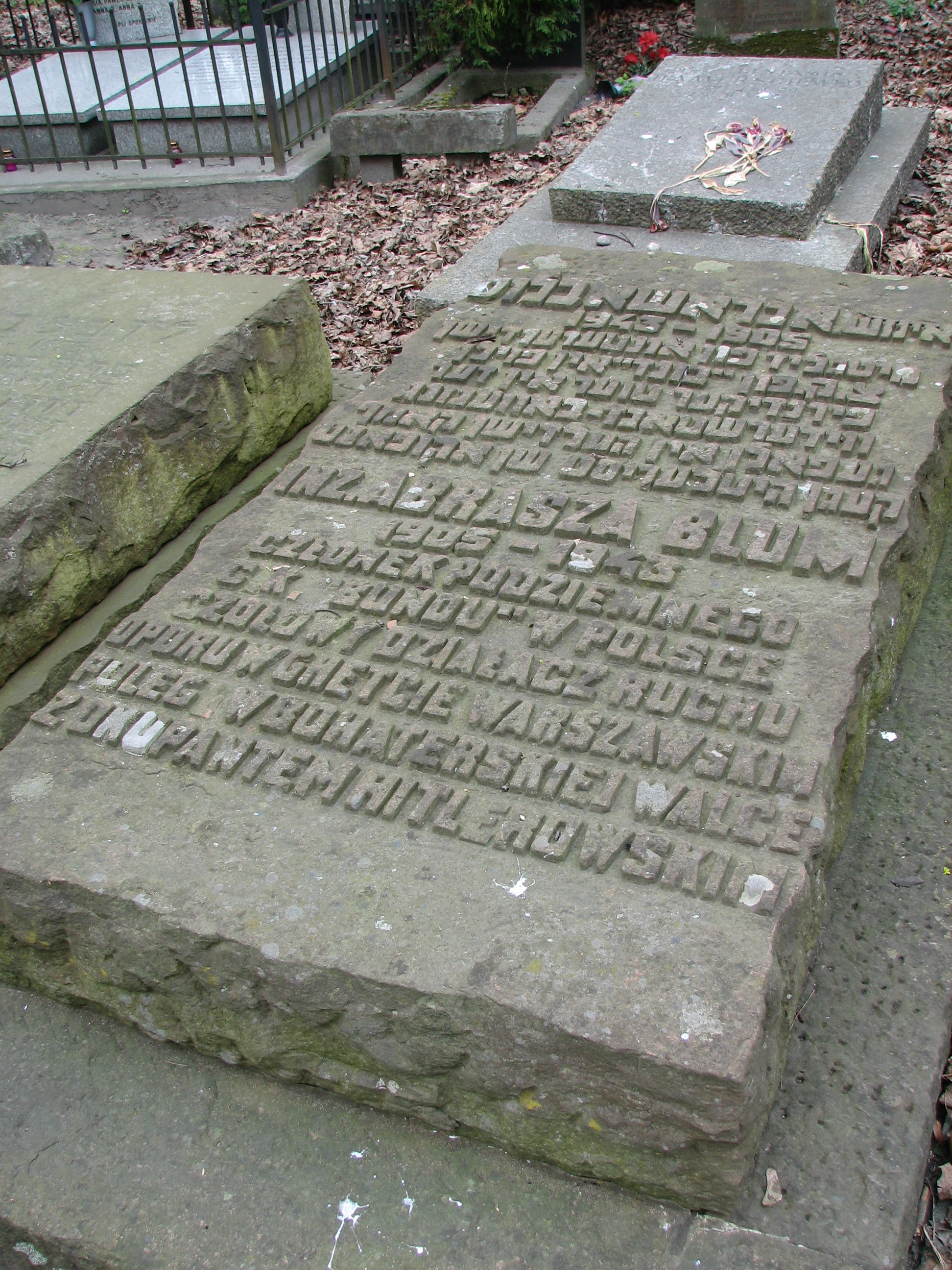
Symboliczny grób Abraszy Bluma na cmentarzu żydowskim przy ul. Okopowej w Warszawie

Abrasza Blum, właśc. Abraham Blum (ur. 1905 w Wilnie, zm. w maju 1943 w Warszawie) – polski działacz socjalistyczny żydowskiego pochodzenia, członek kierownictwa podziemnego Bundu w getcie warszawskim, uczestnik powstania w getcie.

## Życiorys
Był uczniem reformowanego chederu i żydowskiego gimnazjum w Wilnie, następnie został absolwentem inżynierii jednej z belgijskich politechnik. W 1929 zamieszkał w Warszawie. Przez pewien okres związany był z komunistyczną organizacją młodzieżową, po czym został członkiem żydowskiej partii robotniczej Bund. Od 1930 był członkiem kierownictwa Cukunftu. Zajmował się tworzeniem świeckich szkół żydowskich, finansowanych przez Bund.
W czasie II wojny światowej, od 1940 przebywał w getcie warszawskim. Od końca listopada 1942 był przedstawicielem Bundu w Komisji Koordynacyjnej Żydowskiego Komitetu Narodowego i Bundu. Najprawdopodobniej był jednym z dwóch reprezentantów Bundu podczas konferencji z Blokiem Antyfaszystowskim. Uznawany przez wielu działaczy lewicowych i bundowców (m.in. Marka Edelmana) za jednego z głównych ideologów tego ruchu w getcie. W latach 1942–1943 pracował w fabryce szczotek (tzw. szopie szczotkarzy) przy ul. Franciszkańskiej. Był przedstawicielem Bundu w biurze politycznym Żydowskiej Organizacji Bojowej.
Uczestniczył w powstaniu w getcie warszawskim. 10 maja 1943 wraz z grupą żydowskich bojowców przedostał się kanałami na stronę aryjską, gdzie ukrywał się w mieszkaniu Władysławy Meed ps. „Władka” (po stronie aryjskiej – Władysława Kowalska) przy ulicy Barokowej 2 w Warszawie. Wykryty przez dozorcę, który zamknął go w mieszkaniu i wezwał Gestapo, próbował ucieczki przez okno po sznurze z pościeli, ale spadł z wysokości trzeciego pietra i połamał nogi. Przetrzymywany w budynku policji przy ul. Daniłowiczowskiej, był przesłuchiwany przez Gestapo w al. Szucha 25, gdzie został najprawdopodobniej zamordowany.
Jego symboliczny grób znajduje się w alei głównej cmentarza żydowskiego przy ulicy Okopowej w Warszawie (kwatera 12, rząd 4).

## Życie prywatne
Jego żona Luba Blum-Bielicka była w getcie dyrektorką Szkoły Pielęgniarek. Wraz z synem i córką przeżyła okupację; po wojnie była kierowniczką Domu Dziecka w Otwocku, a od 1949 dyrektorką Szkoły Pielęgniarskiej nr 3 w Warszawie.

## Upamiętnienie
- Nazwisko Abraszy Bluma widnieje na tablicy pamiątkowej umieszczonej przy pomniku Ewakuacji Bojowników Getta Warszawskiego przy ulicy Prostej 51 w Warszawie.